# Jobi McAnuff
Jobi McAnuff, de son vrai nom Joel Joshua Frederick McAnuff, né le 9 novembre 1981 à Edmonton dans le Grand Londres en Angleterre, est un footballeur international jamaïcain. Il joue au poste de milieu de terrain pour le club de Leyton Orient.
Il compte 32 sélections en équipe de Jamaïque de football.
Il est le neveu du chanteur de reggae Winston McAnuff.

## Biographie

### Parcours en club
Le 3 février 2004, Jobi McAnuff est transféré de Wimbledon à West Ham United, où il rejoint trois anciens coéquipiers, Nigel Reo-Coker, Adam Nowland et David Connolly. Mais, durant cette fin de saison, il ne joue que 14 matchs et le club est contraint de le transférer rapidement pour des raisons financières. C'est ainsi que, dans le courant de l'été, il signe au club gallois de Cardiff City. C'est aussi pour des raisons financières que Cardiff souhaite se débarrasser de son joueur un an plus tard, alors que celui-ci affirme vouloir rester au club.
Peu de temps après, il signe un contrat de quatre ans à Crystal Palace. En l'espace de deux saisons, il joue un total de 83 matchs et inscrit 14 buts.
Après la saison 2006-2007, il est transféré à Watford pour environ deux millions de livres et où il signe un contrat d'une durée de 3 ans.
Son arrivée à Reading survient le 27 août 2009. Il est alors recruté en même temps qu'un attaquant, Grzegorz Rasiak, par l'entraîneur du club Brendan Rodgers. Le 7 juillet 2011, il signe un nouveau contrat qui l'engage dans le club jusqu'en 2014.
Le 19 juillet 2016, il rejoint Stevenage.

## Palmarès
Reading
- Championship (D2)
  - Champion : 2012

Leyton Orient
- National League (D5)
  - Champion : 2019